# Canton de Vic-Fezensac
Le canton de Vic-Fezensac est une ancienne division administrative française située dans le département du Gers et la région Midi-Pyrénées.
À l'issue du redécoupage cantonal de 2014, Vic-Fezensac est le bureau centralisateur du nouveau canton de Fezensac.

## Géographie
Ce canton était organisé autour de Vic-Fezensac dans l'arrondissement d'Auch. Son altitude variait de 102 m (Vic-Fezensac) à 241 m (Riguepeu) pour une altitude moyenne de 175 m.

## Composition
Le canton de Vic-Fezensac regroupait quinze communes et comptait 6 182 habitants (population municipale) au 1er janvier 2012.
| Communes          | Population (2012) | Code postal | Code Insee |
| ----------------- | ----------------- | ----------- | ---------- |
| Bazian            | 102               | 32320       | 32033      |
| Belmont           | 150               | 32190       | 32043      |
| Caillavet         | 164               | 32190       | 32071      |
| Callian           | 50                | 32190       | 32072      |
| Castillon-Debats  | 301               | 32190       | 32088      |
| Cazaux-d'Anglès   | 116               | 32190       | 32097      |
| Marambat          | 327               | 32190       | 32231      |
| Mirannes          | 75                | 32350       | 32257      |
| Préneron          | 142               | 32190       | 32332      |
| Riguepeu          | 216               | 32320       | 32343      |
| Roquebrune        | 187               | 32190       | 32346      |
| Saint-Arailles    | 116               | 32350       | 32360      |
| Saint-Jean-Poutge | 239               | 32190       | 32382      |
| Tudelle           | 63                | 32190       | 32456      |
| Vic-Fezensac      | 3 614             | 32190       | 32462      |

## Représentation

### Conseillers généraux de 1833 à 2015
| Période          | Période           | Identité                         | Étiquette             | Qualité |
| ---------------- | ----------------- | -------------------------------- | --------------------- | --- |
| 1833             | 1836              | Louis de Cassaignoles            |                       | Premier Président de la Cour d'appel de Nîmes Député du Gers (1816-1820, 1822-1824) Député de l'Ardèche (1828-1831), Pair de France Propriétaire à Vic-Fezensac |
| 1836             | 1848              | Jean François Abraham de Rivière |                       | Propriétaire, maire de Vic-Fezensac |
| 1848             | 1852              | Anthelme Barada                  |                       | Juge de paix du canton de Vic-Fezensac Propriétaire à Belmont                                                                                                   |
| 1852             | 1857 (décès)      | Léonce Caillava                  | Républicain           | Avocat, notaire à Vic-Fezensac |
| 1857             | 1874              | Henri de Rivière                 |                       | Propriétaire, maire de Vic-Fezensac |
| 1874             | 1880              | Ferdinand Daynaud                | Droite Bonapartiste   | Propriétaire, député (1881-1893) |
| 1880             | 1886              | Sylvain Meilhan                  | Républicain           | Maire de Vic-Fezensac (1877-1888) |
| 1886             | 1887 (annulation) | Jean Clarac                      | Droite Bonapartiste   | Négociant à Vic-Fezensac |
| 1887             | 1892              | Sylvain Meilhan                  | Républicain           | Notaire - Maire de Vic-Fezensac (1877-1888) |
| 1892             | 1898              | Paul Castex                      | Républicain           | Ancien avoué |
| 1898             | 1904              | Paul Decker-David                | Rad.                  | Ingénieur agronome Député (1893-1910) - Sénateur (1912-1918) Maire d'Auch                                                                                       |
| 1904             | 1919              | Albert Delucq (1873-1969)        | Rad.                  | Médecin, maire de Vic-Fezensac |
| 1919             | 1932 (décès)      | Pascal Pradère                   | Rad.                  | Huissier, adjoint au maire de Vic-Fezensac |
| 27 novembre 1932 | 1940              | Paul Corneille                   | Rad.                  | Cordier à Vic-Fezensac Conseiller d'arrondissement |
|                  |                   |                                  |                       | |
| 1945             | 1951              | Gaston Saint-Avit (1894-1965)    | SFIO                  | Propriétaire-agriculteur Maire de Vic-Fezensac (1944-1945) |
| 1951             | 1964              | Louis Gilas                      | Rad.                  | Maire de Vic-Fezensac (1947-1965) |
| 1964             | 1988              | Marc Castex                      | Rad. puis CD puis UDF | Directeur de société Maire de Vic-Fezensac (1971-1989) Sénateur (1980-1989)                                                                                     |
| 1988             | 2008              | Francis Céretto (1939-2017)      | DVD                   | Maire de Vic-Fezensac (1995-2001) Notaire jusqu'en 2005, propriétaire-éleveur à Préneron                                                                        |
| 2008             | 2015              | Robert Frairet                   | DVD                   | Agriculteur Maire de Caillavet(1977-2020) Elu en 2015 dans le canton du Fezensac                                                                                |

### Conseillers d'arrondissement (de 1833 à 1940)
Le canton de Vic-Fezensac avait deux conseillers d'arrondissement.
| Période                                  | Période | Identité           | Étiquette   | Qualité |
| ---------------------------------------- | ------- | ------------------ | ----------- | --- |
| 1833                                     | 1842    | M. Abadie          |             | Propriétaire, ancien maire de Cazaux-d'Anglès                                                               |
| 1833                                     | 1839    | M. Barada          |             | Commandant du bataillon cantonal de la Garde nationale, propriétaire à Belmont                              |
| 1839                                     | 1848    | M. Lignac          |             | Médecin à Vic-Fezensac                                                                                      |
| 1842                                     | 1848    | Étienne Maravat    |             | Maire de Vic-Fezensac                                                                                       |
|                                          |         |                    |             | |
| 1877                                     | 1895    | M. Lamarque        | Républicain | |
| 1883                                     | 1895    | M. Delord          | Républicain | Maire de Castillon-Debats                                                                                   |
| 1895                                     |         | M. Lalanne         | Républicain | |
| 1895                                     |         | M. Baqué           | Républicain | |
| 1901                                     |         | M. Labbé           | Rad.        | |
| av.1907                                  |         | Jules-Marie Bergès |             | Maire de Saint-Arailles                                                                                     |
|                                          |         |                    |             | |
| 1925                                     | 1932    | Paul Corneille     | Rad.        | Cordier à Vic-Fezensac                                                                                      |
|                                          |         |                    |             | |
|                                          | 1940    | M. Clavère         | Rad.        | |
| 1940                                     |         |                    |             | Les conseils d'arrondissement ont été suspendus par la loi du 12 octobre 1940 et n'ont jamais été réactivés |
| Les données manquantes sont à compléter. |         |                    |             | |

## Démographie
| 1962  | 1968  | 1975  | 1982  | 1990  | 1999  | 2006  | 2011  | 2012  |
| ----- | ----- | ----- | ----- | ----- | ----- | ----- | ----- | ----- |
| 6 641 | 6 864 | 6 579 | 6 451 | 6 078 | 5 862 | 6 006 | 6 176 | 6 182 |